# Каландадзе, Вахтанг Вахтангович
Вахта́нг Вахта́нгович Каланда́дзе (груз. ვახტანგ ვახტანგის ძე  კალანდაძე; род. 23 апреля 1988, Тбилиси, Грузинская ССР, СССР) — российский битбоксер, певец, композитор.
Во время своих выступлений для создания ритмов, базовых линий и вокальных инструментов использует возможности своего голоса, дополнительно использует семплер и эффект процессор. Активно продвигает битбокс в России.

## Биография
Вахтанг родился в Тбилиси 23 апреля 1988 года. В три года он начал петь в грузинском народном хоре. В возрасте 9 лет Вахтанг переехал жить в Россию, где отец-барабанщик познакомил его с битбоксом. С тех пор он постоянно практиковался и совершенствовал свои навыки, параллельно обучаясь в Гнесинской школе по классу вокала.
В списке самых известных мероприятий, в которых он принимал участие в качестве специального гостя, — Battlefield, Camel Freemotion, Бананамама, Топ 30 2003—2007, Freestylesession, Snickers Urbania и во многих других крупных мероприятиях. В 2009 году принял участие в чемпионате мира по битбоксу, где занял второе место. Является восьмикратным чемпионом по битбоксу в России.  В июле 2012 года, в Лужниках, Вахтангом был организован чемпионат России по битбоксу, который собрал более 30 участников со всей России и рекордное число зрителей.
Осень 2012 года началась с создания Федерации Битбокса, в которой Вахтанг является президентом.
7 июня 2013 года Вахтанг стал лауреатом Премии Муз-ТВ 2013 в номинации «Лучший дуэт» (Валерий Меладзе и Вахтанг — «Свет уходящего солнца»).
На сегодняшний день Вахтанг выступил практически во всех самых престижных клубах Москвы, его деятельность освещали многие авторитетные источники — телеканал О2, канал ТВЦ, журнал Extreme и др.

## Синглы
Сольно
- «Dangerous» (2011)
- «Виктория» (2013)
- «Довела» (2016)
- «Манила» (2017)
- «Ангел» (2017)
- «Околдовала» (2017)
- «Ты и я» (2018)
- «Обнадёжь надеждой, нирвана» (2018)
- «Между нами зима» (2018)
- «Время не ждёт» (2020)
- «Про любовь» (2020)
- «Мивида» (2020)

При участии
- «Бит-машина» (feat. Пётр Дранга; 2011)
- «Ток» (feat. Noize MC; 2012)
- «Свет уходящего солнца» (feat. Валерий Меладзе; 2012)
- «Нету паспорта» (feat. Noize MC; 2013)
- «I Love You Baby» (feat. Андрей Grizz-Lee; 2013)
- «У меня появился другой» (feat. ВИА Гра; 2014)[11]
- «Она» (feat. Brandon Stone; 2015)
- «Небо над нами» (feat. Андрей Grizz-Lee; 2016)
- «Метель» (feat. Brandon Stone; 2016)
- «Pan Panda» (feat. Vitas; 2016)
- «Heyo Song» (feat. Brandon Stone, Eteri Beriashvili; 2017)
- «Ванюша» (feat. Uma2rman, Антоха MC, Лев Лещенко и Моя Мишель; 2017)
- «Брат» (feat. Brandon Stone; 2018)
- «Вставай» (feat. Андрей Grizz-Lee; 2018)

## Видеография
| Год  | Клип                                                                  | Режиссёр                        |
| ---- | --------------------------------------------------------------------- | ------------------------------- |
| 2011 | Dangerous                                                             | -                               |
| 2012 | Свет уходящего солнца (совместно с Валерием Меладзе)                  | Алан Бадоев                     |
| 2013 | I love you baby (совместно с Андреем Grizz-Lee)                       | Андрей Grizz-Lee                |
| 2013 | Нету паспорта (совместно с Noize MC)                                  | М. Приходько                    |
| 2014 | У меня появился другой (совместно с группой ВИА ГРА)                  | Сергей Солодкий                 |
| 2016 | Она (совместно с Brandon Stone)                                       | Сергей Grey                     |
| 2016 | Довела                                                                | Сергей Grey                     |
| 2016 | Небо над нами (совместно с Андреем Grizz-Lee)                         | Александр Вартанов              |
| 2017 | Манила                                                                | Рина Касюра                     |
| 2017 | Ванюша (совместно с Uma2rman, Антохой MC, Левом Лещенко и Моя Мишель) | Динар Гарипов                   |
| 2018 | Брат (совместно с Brandon Stone)                                      | Юрий Алексеенко, Сергей Шляхтюк |
| 2018 | Ты и я                                                                | Тарас Голубков                  |
| 2019 | Обнадёжь надеждой, нирвана                                            | Борис Милованов                 |
| 2020 | Время не ждёт                                                         | Артём Сотник                    |